# Harold G. White
Pour les articles homonymes, voir White.
Harold G. White, également appelé Sonny White, est un physicien et un ingénieur spécialisé en mécanique et aérospatiale américain. Il travaille au Centre spatial Lyndon B. Johnson sur des projets de propulsion, dont celle basée sur la métrique d'Alcubierre.
Il a obtenu la NASA Exceptional Achievement Medal (en) pour son travail sur le bras robotique lié au système de protection thermique des navettes spatiales américaines. Il a également été récompensé du Silver Snoopy Award pour son travail lors des problèmes critiques du bras robotique de la mission STS-121.

## Formation
White obtient un baccalauréat en génie mécanique de l'université du Sud de l'Alabama et, en 1999, une maîtrise dans le même domaine de l'université d'État de Wichita. En 2008, il obtient son PhD de l'université Rice,.

## Travaux

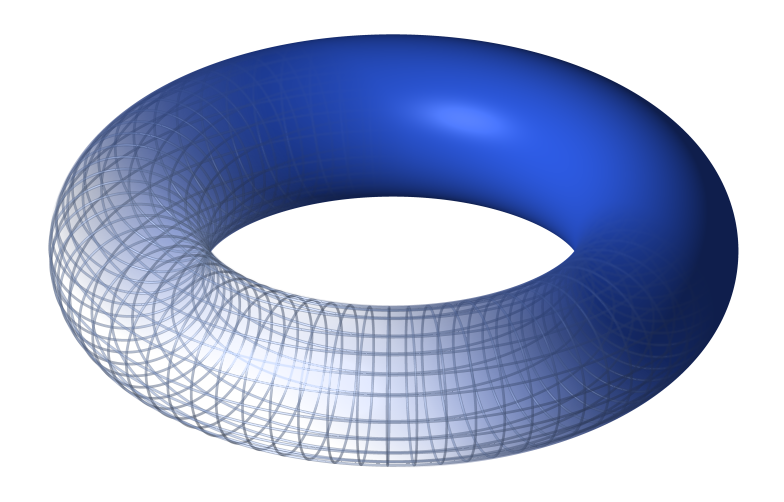
Tore.

En 2011, White publie Warp Field Mechanics 101 mettant à jour l'idée de propulsion supraluminique tirée de la métrique du physicien Miguel Alcubierre et proposant d'étudier la faisabilité du projet. D'abord écartée en raison de la quantité d'énergie trop grande qu'elle demanderait, White a calculé que si la forme de la « bulle de distorsion » prenait la forme d'un tore, l'efficacité énergétique serait beaucoup plus grande et l'idée pourrait être réalisable,,.
Afin d'effectuer des expériences sur la distorsion, White et son équipe ont créé l'interféromètre White-Juday. Selon l'équipe, cet interféromètre de Michelson modifié pourra détecter des distorsions de l'espace-temps.
L'équipe de White explore également d'autres idées pouvant mener à une percée en technologies spatiales.